# Hidalgo (titolo nobiliare)

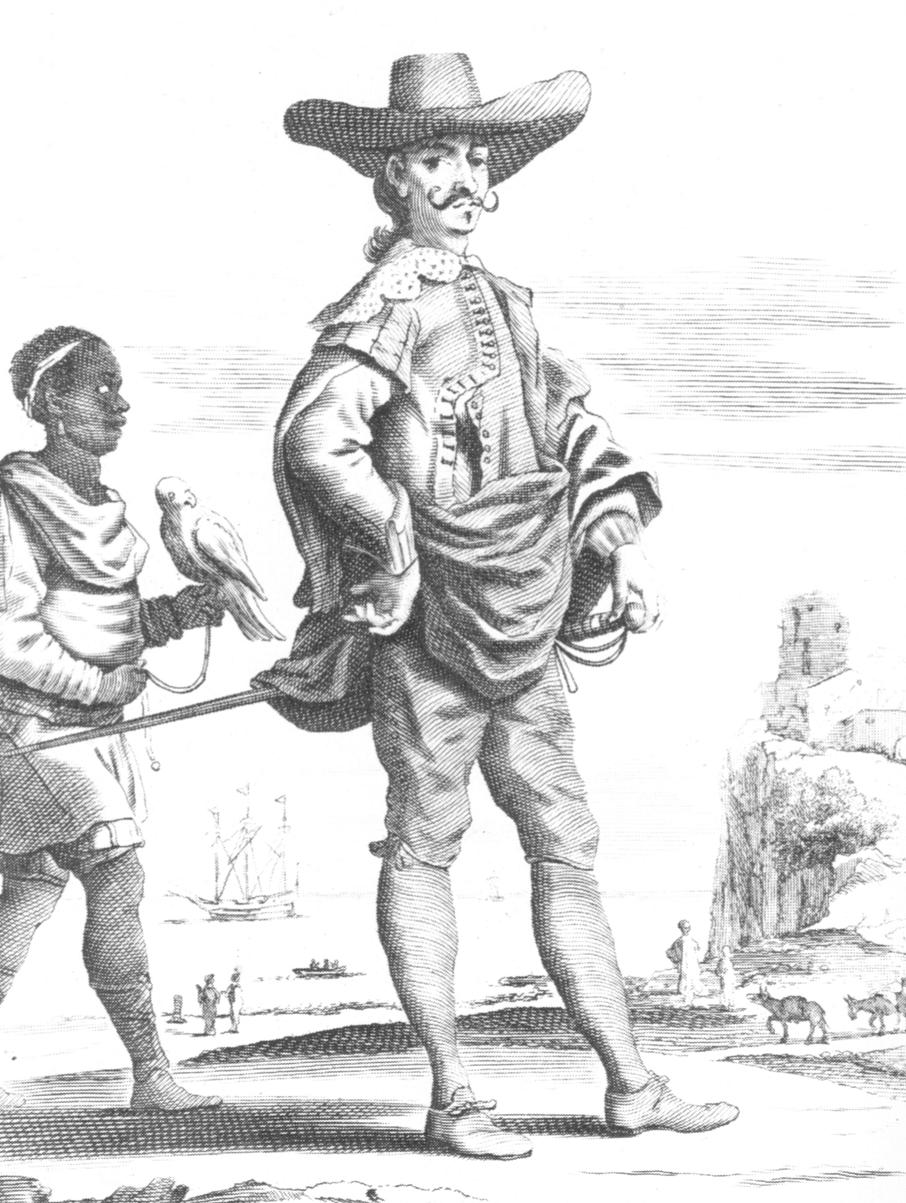
Un disegno francese del XVI secolo di un hidalgo nelle colonie spagnole

Il concetto di hidalgo e fidalgo (in castigliano antico, termine comune nella letteratura) ha la sua origine in Spagna e Portogallo (diffusosi poi anche nell'America ispanica) ed è sinonimo di nobile, sebbene colloquialmente si utilizzi il termine per riferirsi alla nobiltà non titolata. Hidalgo fa riferimento a hijo de algo o hijo de alguien (lett. "figlio di qualcuno"). In questo contesto algo significa "ricco" o "ricchezza", e pertanto, dapprincipio, era sinonimo di ricohombre (letteralmente uomo ricco), ma che verrà a designare in seguito una nobiltà che stava tra quella superiore dei ricoshombres e quella inferiore dei caballeros.
La hidalguía dava diritto a una serie di privilegi e distinzioni sociali, talché gli hidalgos, che erano i secondogeniti di una famiglia e diventavano conquistadores proprio perché a loro non spettava l'eredità della famiglia, erano esentati dal pagare le tasse, ma non necessariamente possedevano beni immobili.

## Etimologia
Nel corso del XII secolo si trovano nella penisola iberica i termini fijodalgo e fidalgo, che arrivano in età moderna nella forma di hijodalgo e hidalgo, e mantenendosi nella parola fidalgo del portoghese e del galiziano, sebbene con caratteristiche distinte. Nella Corona d'Aragona il termine impiegato è quello di infanzón. La parola è un calco semantico di frasi arabe medievali che usavano ibn ("figlio") o bint ("figlia") e un sostantivo descrittivo per indicare qualcuno. Sebbene "algo" di solito significa semplicemente "cosa", nell'uso specifico di "hijo de algo", la parola vuol dire "ricchezza", il che sta a significare che hidalgo fosse originariamente sinonimo di ricohombre, sebbene con il tempo abbia acquisito il significato di "nobiltà senza titolo". Nelle "Leyes de Partidas", si legge che la parola originariamente derivasse dall'italico, vale a dire, un uomo con piena cittadinanza romana, ma ciò viene escluso dai moderni etimologisti e storici. Esiste un'etimologia popolare, la quale sostiene che la parola sia una corruzione di "hijo de godo" (figlio di goto), ma questa ipotesi non è avallata da fonti documentali. Il termine talora è adattato in italiano come "idalgo".

## Origini
Letterariamente gli hidalgos sono stati caratterizzati fondamentalmente come nobili senza possedimenti e non obbligati a pagare tasse, per il fatto che fornivano prestazioni militari (il che conferiva loro il diritto di portare armi), contrariamente ai plebei (pecheros) gravati dai tributi, esenti però da tale rischioso obbligo o privilegio.
La hidalguía ha le sue origini nella Reconquista. Già nel X secolo il termine "infanzón" appariva come sinonimo della parola caballero e la sua analoga nel latino medievale, miles. Questi infanzones erano vassalli dei grandi magnati e prelati e amministravano le loro proprietà. Nei primi secoli era possibile conseguire il rango di infanzón semplicemente avendo la capacità di provvedere a finanziare il proprio servizio nella cavalleria. È solo nel XII secolo che il rango di infanzón viene precluso a coloro che non lo sono di nascita. Nei villaggi fondati sulle terre riconquistate, i caballeros — e non i magnati, che solevano stanziarsi in aree più antiche — arrivarono a dominare la vita politica, sociale e culturale. Gli uffici municipali e la rappresentanza delle città nelle Corti erano un privilegio quasi esclusivo dei caballeros. È così nel XII secolo si inizia a chiamarli "hidalgos".
Inizialmente, il titolo sorse come un riconoscimento. Ma nel corso degli anni, il suo uso si andò estendendo in modo incontrollato, e i monarchi, in cambio di qualche beneficio economico personale, nominavano hidalgos coloro che favorivano il loro tornaconto. Fu con la venuta dell'Illuminismo e dei Borboni che iniziarono le riforme in profondità dell'erario dello stato, una delle quali fu la limitazione di questo tipo di nomina, dato che allora in merito a questo titolo più di mezzo milione di persone godevano di esenzioni tributarie.
Diversamente dalla Spagna meridionale, nel nord il numero di nobili era elevato e le loro differenze con il popolo erano scarse, essendo fin dall'inizio stata riformata la società per motivi storici e demografici, in cui essi rappresentavano autentiche milizie per la manutenzione delle huestes reali. Nelle Asturie, gli hidalgos arrivarono ad essere quasi l'80% della popolazione, e nel caso della Cantabria questa percentuale fu addirittura maggiore, arrivando all'83% nel XVI secolo e superando il 90% intorno al 1740. Nella Signoria di Biscaglia, esisteva anche il cosiddetto diritto di hidalguía universal, in virtù del quale i biscaglini erano hidalgos per nascita.

## Classi
La prima distinzione da fare è quella di hidalgo de sangre e hidalgo de privilegio.
L'hidalgo de sangre, chiamato anche scudiero o infanzón, era colui la cui nobiltà gli veniva per il fatto di discendere da coloro che ne avevano goduto da tempo immemorabile. Chi si era battuto per la sua hidalguía dimostrando di essere hidalgo de sangre era riconosciuto come hidalgo de ejecutoria. Mentre l'Hidalgo de solar conocido era l'hidalgo che aveva casa a vita, o che discendeva da una famiglia hidalga che l'aveva avuta. Per essere riconosciuto hidalgo solariego, era necessario dimostrare che i suoi quattro nonni erano stati a loro volta hidalgos. Gli hidalgos de privilegio erano trattati con disprezzo in molti casi dagli hidalgos de sangre, e li si escludeva dalla partecipazione agli eventi sociali e dalle hermandades. Costoro erano stati nominati di fresco in merito a un qualche servizio o compito svolto e molti erano quelli che studiavano nelle università.
La hidalguía de privilegio non comportava automaticamente la hidalguía de sangre, poiché "il Re può fare caballeros ma non fidalgos" e dalla concessione del privilegio si rendeva necessario il giro di tre generazioni per potere accreditarsi l'assunzione del more nobilium affinché al "hijo de padre y abuelo" (figlio di padre e nonno) gli venisse riconosciuta la hidalguía. Colui che poteva dimostrare che i suoi nonni paterni e materni erano hidalgos (di una qualche classe) era nominato hidalgo de cuatro costados.
Altre classi di hidalguía facevano riferimento a usanze o specifici privilegi concessi generalmente dalla regalità: così, per essere nati in determinati luoghi; per esempio, la madre che avesse partorito sopra una determinata pietra del municipio aragonese di Caspe, acquisiva per suo figlio la categoria di infanzón; o tutti i nati al principio del XIV secolo in determinate signorie basche erano riconosciuti come hidalgos secondo il Fuero di Castiglia con il privilegio di hidalguía universal; oppure, il padre che generava in legittimo matrimonio sette figli maschi consecutivi acquisiva per sé il diritto di hidalguía (era chiamato hidalgo de bragueta). Infine, gli hidalgos de gotera erano hidalgos riconosciuti come tali in una determinata popolazione, dimodoché avrebbero perso i privilegi della loro hidalguía, se avessero cambiato domicilio trasferendosi in altro villaggio.
Questi privilegi differenziati servivano anche per classificare diversi tipi di hidalgos: nel Castiglia, gli hidalgos de devengar quinientos sueldos erano coloro che per giurisdizione da tempo immemorabile avevano diritto a riscuotere 500 soldi come soddisfazione per le ingiurie subite, forse una reminiscenza visigota dell'antico diritto germanico di ricevere un compenso economico onde sopperire alla legge del taglione.

## Modi di accedere allahidalguía
Nella Partida Segunda, la Legge XII del Titolo XXI, stabilisce due modi di arrivare alla nobiltà:
- Per saber, vale a dire, avere la conoscenza e la pratica delle Scienze e Arti Liberali.
- Per bondad de costumbres.

## Regime
Questa condizione sociale ha portato con sé certi doveri e privilegi, tra cui l'obbligo di mantenere cavallo e armi, così come ricevere periodicamente preparazione militare, con l'obiettivo di andare in guerra nel momento in cui il Re lo avesse richiesto. Come compenso, tra gli altri privilegi, l'hidalgo era esentato dal pagare alcuni tributi. La tipologia di doveri e obblighi degli hidalgos in Spagna andò variando nel corso dei secoli. I loro contenziosi si dirimevano davanti al "sindaco" degli hijosdalgo che aveva la sua sede in ognuno degli ayuntamientos (comuni) spagnoli e secondariamente, nelle "Sale degli Hijosdalgo" delle cancellerie reali di Valladolid e Granada, nella Corte Reale di Oviedo e in altri tribunali.
Con il passare del tempo il suo regime giuridico venne a trasformarsi fino alla completa abolizione dei privilegi in seguito all'avvento del liberalismo nel primo terzo del XIX secolo, tuttavia, senza comportare l'abolizione della nobiltà che rimane tuttora legalmente riconosciuta come titolo onorifico.
Oggi esiste ancora in Spagna un'associazione riconosciuta che raccoglie gli hidalgos, la Real Asociacion de Hidalgos de Espana attiva in iniziative culturali e filantropiche.

## Nella letteratura
Nella letteratura, l'hidalgo è di solito ritratto come un nobile che ha quasi completamente perso la ricchezza ereditata dalla famiglia, ma ancora tenuto nel novero dei privilegi ed onori concessi alla nobilità. Il prototipo di hidalgo nella letteratura romanzesca è il Don Chisciotte, a cui viene dato il nomignolo di "hidalgo geniale" dal suo creatore, Miguel de Cervantes. Nel suo romanzo Don Chisciotte viene rappresentato satiricamente come un hidalgo de sangre che aspira a vivere la vita del cavaliere errante nonostante il fatto che la sua condizione economica non glielo permetta. Gli scarsi possedimenti di Don Chisciotte gli permettevano una magra vita dedicata all'ossessione della lettura, che lo porta a fissarsi sull'idea dell'onore e all'emulazione dei cavalieri erranti.